# Traité d'équitation

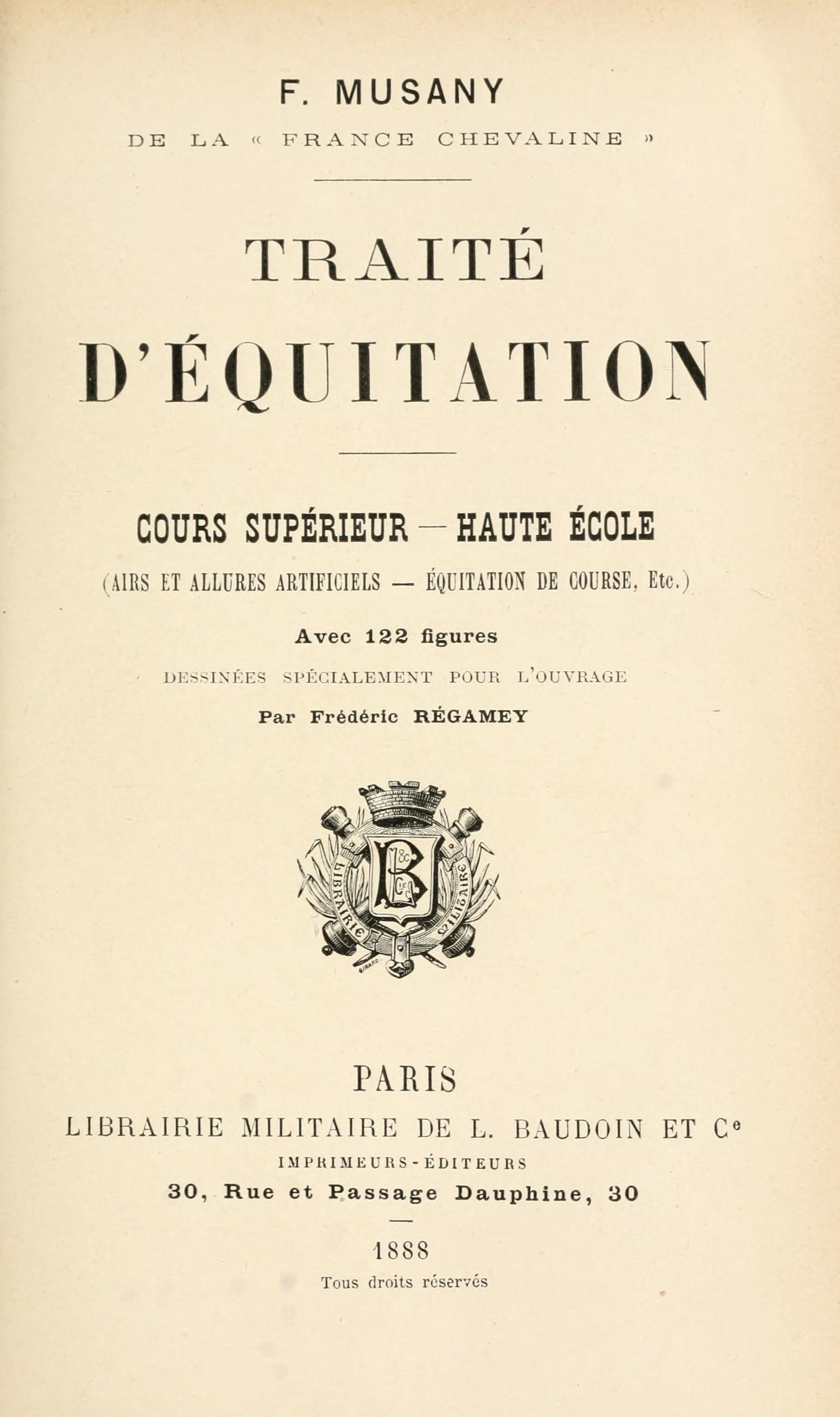
Traité d'équitation de François Musany (1888).

Un traité d'équitation est un manuel d'instructions ou un livre standard portant sur l'étude de tous les aspects, ou un aspect particulier, de l'équitation ou de l'art équestre. Certains de ces traités ont été écrits par un « historien du cheval » historien spécialisé dans l'histoire du cheval, mais beaucoup l'ont été par des écuyers, dont un certain nombre par des militaires. Depuis sa domestication durant l'antiquité, le cheval est devenu indissociable de l'homme, celui-ci en ayant fait un compagnon de survie, de travail, de conquêtes, puis de jeux et de loisirs. L'homme a inventé de multiples manières d'utiliser la force du cheval, et en a organisé l'élevage à son profit. C'est aussi l'homme qui, depuis toujours, décrit la conformation, les aptitudes, et explique les comportements du cheval.
Peu d'auteurs se sont consacrés à l'étude de l'art équestre. Moins de 300 ouvrages à caractère didactique ont été imprimés en latin et en français entre le XVe siècle et 1925, dont seuls une vingtaine sont de première importance et ont marqué leur époque.
Le baron de Vaux dans son livre Les Hommes de Cheval dit ainsi que « l'Homme de cheval est celui qui, solide et aisé sur l'animal, a acquis la connaissance de ce qu'il peut lui demander, ainsi que la pratique des moyens raisonnés les plus simples, pour le soumettre à l'obéissance. Le cheval dressé est celui qui, soumis à la volonté du cavalier, répond avec justesse, légèreté et force, aux indications qu'il reçoit. Ces deux dernières définitions développées forment l'ensemble des connaissances théoriques qui devront servir à éclairer la pratique de l'équitation ».

## Défaut d'historiens de l'équitation
Daniel Roche, professeur au Collège de France et un des rares historiens de l'équitation, explique les raisons de cette absence dans La Culture équestre de l’Occident (XVIe et XIXe siècles), L’Ombre du cheval dont  le Tome I, Le Cheval moteur. Essai sur l’utilité équestre est publié en 2008, le tome II, La Gloire et la puissance ; Essai sur la distinction équestre en 2011 et le tome III, Connaissance et passion en 2015. Il y souligne que le travail manuel a de tous temps moins intéressé et son étude a été moins valorisant au niveau universitaire. À la décharge des historiens, il faut aussi reconnaître que l’histoire du cheval se heurte à des difficultés méthodologiques spécifiques. Elle nécessite en général de connaitre cet animal, de l'avoir soi-même élevé, utilisé ou fréquenté régulièrement. Les sources concernant le cheval sont aussi très particulières comme des représentations artistiques truffées de pièges pour le néophyte ou au caractère parcellaire et la dispersion des sources primaires. Les historiens ont rarement l'expertise leur permettant d'apprécier à la juste valeur les activités équestres tandis que les spécialistes n'ont pas les outils méthodologiques pour analyser leurs propres expériences et pour les resituer dans leur contexte historique. Ces derniers sont souvent par ailleurs influencés par leurs proches et par leurs traditions nationales.

## Bibliographes de l'équitation
Jean-Baptiste Huzard (1755-1838), vétérinaire et bibliophile, rechercha toute sa vie les ouvrages, manuscrits ou imprimés, consacrés aux sciences naturelles et agricoles, et en particulier à l'équitation. On considère qu'il possédait tout ce qui fut publié avant 1837. Le catalogue de sa collection fut rendu public en 1842 et constitue une source unique de documentation.
Le général Gabriel-René Mennessier de la Lance (1835-1924), Général de division commandant la 3e division de cavalerie, publie en 1915 son Essai de bibliographie hippique, donnant la description détaillée des ouvrages publiés ou traduits en latin et en français sur le cheval et la cavalerie, avec de nombreuses biographies d'auteurs hippiques dans lequel il catalogue plus de 8 000 titres en français et latin, le plus souvent accompagnés d’une biographie de l’auteur et de commentaires éclairés sur le texte.

## Antiquité
Seuls les écrits de quelques auteurs nous sont parvenus :
- Kikkuli  (1492 av. J.-C.) est l'auteur du plus ancien traité connu à ce jour concernant l'entrainement des chevaux de courses. Bien que rédigé dans un style ésotérique, son Hippologia hethitica est très sensé et ne présente pas de propos incongrus.
- Simon d'Athènes (424 av. J.-C.), hipparque grec, il écrivit le premier traité d'équitation connu dont seul un seul chapitre a été découvert en 1853 à Cambridge. Il est cité à plusieurs reprises par Xénophon qui le tenait en haute estime.
- Xénophon (430 à 355 av. J.-C.) a rédigé son traité De l'équitation entre 391 et 371 av. J.-C. à Scillonte[4]. On y décèle une profonde connaissance du cheval et de son utilisation ainsi qu'une conception de son dressage qui mêle finesse et psychologie[5].

## Moyen Âge
Des traités concernant les animaux sont assez nombreux au Moyen Âge. Ils se rapportent surtout aux chevaux et possèdent un intérêt militaire indéniable. On peut citer le traité du dominicain de Bologne Teodorico Borgognoni (it) (après 1266), Barthélémy de Messine ou encore Moses de Palerme dans la seconde moitié du XIIIe siècle.
Le traité d'hippiatrie et d'équitation de Giordano Ruffo de Calabria, Miles in Marestalla, écrit aux environs de 1250, connut une très large diffusion dans toute l'Europe. Il est composé de six livres, les quatre premiers concernent l'élevage, l'alimentation, la reproduction, l'hygiène, le débourrage et le dressage, les embouchures, les ferrures et de la constitution physique du cheval. Les deux derniers s'attachent aux maladies du cheval.

## Renaissance

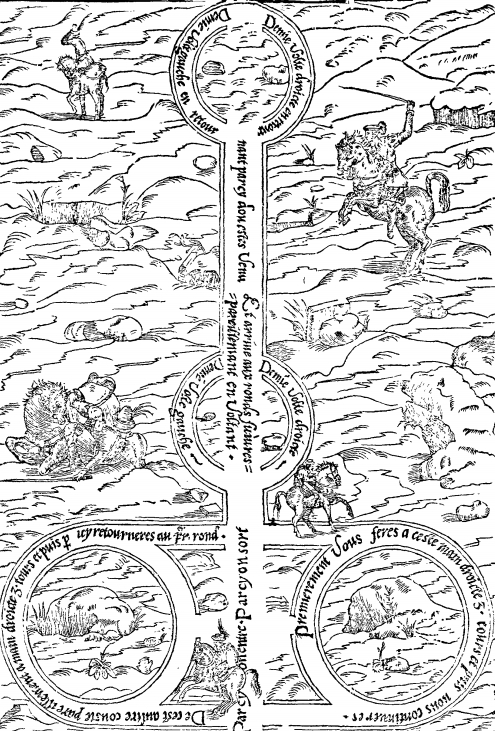
Gravure de L'écurie du Sir Frederico Grisone (éd. 1615).

Les écuyers transmettaient jusqu'alors leurs connaissances équestres à un cercle restreint de disciples sous la forme de manuscrits. Le cheval et la gestion des écuries faisaient l'objet de correspondances entre les princes et les souverains. Par exemple, Ferdinand d'Aragon écrivit des lettres ayant pour sujet l'équitation, et plus particulièrement la sensibilité de l'animal. Il y montre une parfaite connaissance et compréhension des principes exprimés par Giordano Ruffo di Calabria sur les mors et la familiarisation du poulain.
Avec l'importance croissante que prend l'art équestre dans l'éducation du gentilhomme de la Renaissance, la transmission des connaissances équestres, qui se structuraient alors en exercices codés destinés à exalter la qualité du cavalier, et notamment son sprezzatura, devint nécessaire. Cet objectif relevait du défi, la caractéristique première de l'équitation étant la relation avec un autre être vivant, de fait, cette activité ne pouvait pas être ramenée à ses seuls aspects techniques. Elle requiert du cavalier qu'il soit un athlète, qu'il connaisse les exercices nécessaires pour guerroyer et accomplir des exploits spectaculaires, mais qu'il ait aussi une bonne connaissance de l'animal, qu'il maîtrise les moyens nécessaires pour soumettre son cheval et les techniques de dressage. La nécessité d'une systématisation approfondie de l'art équestre à des fins éducatives au moyen d'écrits permettant de diffuser ces connaissances devint évidente. Cette évolution a conduit à l'apparition d'un des évènements constitutif  majeur de l'équitation moderne, l'apparition des premiers traités entièrement consacrés à l'art équestre. Ces livres connurent de suite un grand succès dans toute l'Europe, même s'ils ne purent remplacer la relation fondamentale entre le maître et son élève. Ils contribuèrent à la transformation profonde de l'équitation, jusqu'alors discipline utilitaire, en une activité aussi culturelle.
- Le traité d'équitation d'Edouard 1er, roi du Portugal, connu sous le nom de Dom Duarte (1391-1438), est l'auteur de Livro da ensinança de ben cavlager toda sela, ouvrage qui est considéré comme le plus ancien traité d'équitation post-antique et le premier traitant de la psychologie appliquée aux sports équestres[9].
- Federico Grisone, napolitain et maître de l'académie de Naples, publie en 1550 son Ordini di Cavaleare, traité d'équitation et d'embouchure qui eut aussitôt un grand succès. Sa traduction française, l'Ecurie de S. F. Grisone, fut publiée en 1559 à Paris. C'est le premier ouvrage en français consacré au dressage des chevaux[1]. Grâce à la diffusion de l'imprimerie, les traités de Federico Grisone touchèrent de nombreuses personnes, et s'il ne fut pas le premier à écrire des traités d'équitation, il est à l'origine de l'éclosion d'ouvrages sur le cheval et ses écrits ont eu de fait un réel impact sur la culture en Europe[4].
- Cesare Fiaschi, gentilhomme écuyer, fondateur de la plus célèbre académie de l'époque à Ferrare, publie en 1556 son Trattato dell' Imbrigliare mannegire, qui est traduit à Paris en 1664. Il fut le maître de Gianbatista Pignatelli, La Broue et Pluvinel. Dans son catalogue, Huzard mentionne des œuvres manuscrites de Pignatelli qui ont depuis disparu[1].
- Giovan Battista Ferraro, écuyer napolitain, publie en 1560 Delle razze, disciplina del cavalcare, e altre cose pertinenti ad essercition cosi fatto Le traité de son fils, Pirro Antonio, Cavallo frenato, est un ouvrage qui fit référence dans toute l'Europe sur l'art de brider[4].
- Pasquale Caracciolo publie en 1566 La Gloria del Cavallo, ouvrage innovant de par sa forme encyclopédique[4].
- Marco de Pavari, écuyer de la république de Venise, officie à Lyon où il est publié en 1581 l'Escurie de M. de Pavari dans lequel il manifeste un souci de douceur et de progressivité dans le dressage des chevaux[5].
- Georg Enguelhart von Löhneysen, écuyer allemand, publie en 1588 l'École nouvellement ouverte pour l'équitation dont les théories décrites sont particulièrement brutales à l'instar de celles des premiers italiens[1], puis en 1609, Cavalleria[4].
- Salomon de La Broue (1552-1602), gentilhomme gascon, page du comte d'Aubijoux, qui voyagea en Italie où il fut l'élève de Pignatelli, publie à la fin de sa vie en 1593 Des préceptes du Cavalerice françois. C'est le premier ouvrage d'un auteur français sur l'équitation. Il y dévoile un esprit observateur et un vrai sens pédagogique, Salomon de La Broue connaissant aussi bien les hommes que les chevaux[5]. La seconde édition de 1610, revue et complétée par son auteur, demeure l'édition de référence[4].
- Gervaise Markham (vers 1568-1637), poète et écrivain anglais grand amateur de chevaux, publie à Londres en 1593 A Discourse of Horsemanshippe, puis en 1607,Cavelarice, Or The English Horseman: contayning all the Arte of Horsemanship[4].
- Ottaviano Siliceo, élève de Giovan Battista Ferraro, publie  en 1598 Scuola de'Cavalieri. Ce texte, d'approche encyclopédique, rappelle les écrits de Pasquale Caracciolo[4].
- Alessandro Massari Malatesta, écuyer et militaire italien, écrivit plusieurs ouvrages dont un traité d'équitation, Compendio dell'heroica arte di cavalleria, qui fut publié pour la première fois en 1599, puis Tarctaus de modo equos fraenandi...cun diversorym fraenorum fiuris en 1607 à Venise. Cet ouvrage fut traduit et publié en italien en 1613 à Rome sous le titre de Della ragione e modi d'imbrigliar cavalli con una copiosa raccolta di varie figure di Bliglie, cioè, di Morsi, Guardie, Barbazzali e Capezzoni [4].

### Manuscrits
Certains manuscrits du XVIe siècle nous sont parvenus sous forme de manuscrits, dont: 
- Il cavallo ammaestrato - Opera di Lelio Cinquini, nobile romano, Cameriero Secreto du Sapda e Cappa della Santita di Nostro Signore Papa Paolo V, manuscrit de Lelio Cinquini, divisé en quatre livres.
- Dicorso de'freni, e de'maneggi de Pasquale Caracciolo, conservé à Madrid la Bibliothèque Nationale d'Espagne.
- Libro di Mariscalcheria de Pirro Antonio Ferraro, conservé à Madrid la Bibliothèque Nationale d'Espagne.
- Razze del Regno, raccolte in questo volume brevemente da federigo grisone gentihuomi napoletano/ Dove appresso dona molti belli avisi convenienti alla cognitione de i polletri et al governo er reggere di ogni cavalo de Federico Grisone, conservé à Madrid la Bibliothèque Nationale d'Espagne.
- Ordine di cavalcare e amaistrare Cavalli, dar loro lettione, recondo la qualità e disposittione di ciascheduno, cominciando da che son poledri d'Alfonso Ruggieri, conservé à Innsbruck à la Bibliothèque régionale et universitaire du Tyrol[4].

## XVIIesiècle
Au XVIIe siècle, tout comme au siècle suivant, l'écuyer qui laissa des écrits était généralement un gentilhomme de petite noblesse ayant une certaine culture, qui mettait sa science hippiatrique au service d'un seigneur plus fortuné. Fort peu d'entre eux étaient militaires, sans doute du fait des exigences et de la discipline procédant de la vie de soldat.
Une quinzaine de traités d'équitation d'auteurs italiens ont été publiés au XVIIe siècle. A part celui d'Aquino, ils ne proposent en général aucune innovation particulière au niveau technique et se référent principalement à la doctrine des écuyers de la Renaissance, en particulier à Grisone et à Fiaschi.
- Giovanni de Gamboa, écuyer napolitain élève de Pignatelli, publie en 1606 à Palerme La raggione dell’arte di cavalcare[4].
- René de Menou de Charnizay (1578-1651), gentilhomme tourangeau, fut écuyer à la grande écurie sous Henri IV et Louis XIII et publie à Paris un petit ouvrage en 1612, la Pratique du cavalier ou l'Exercice de monter à cheval, dans lequel il résume les principes de Pluvinel[10].
- Pierre de La Noue, gentilhomme campagnard, n'est connu que par son traité, La cavalerie française et italienne, ou L'art de bien dresser les chevaux, selon les préceptes des bonnes écoles des deux nations, publié en 1620 à Strasbourg chez Iac. de Heyden[4]. Attestant de méthode et de sens critique, il s'oppose à la brutalité des italiens et développe le dressage du cheval de guerre. Il y décrit l'utilisation des piliers avant la publication de Pluvinel[10].
- Le traité d'Alfonso Macetti, Regole de osservasi nel cavalcare, est publié à Ausbourg en 1621[4].
- Antoine de Pluvinel (1555-1620), gentilhomme dauphinois parti très jeune en Italie pour étudier l'équitation auprès des meilleurs maîtres dont Pignatelli avec qui il travailla six années, avant de rentrer en France où il devint écuyer du duc d'Anjou, puis de Henri IV qui le fit sous-gouverneur du dauphin Louis XIII. Peu avant sa mort, il confia le manuscrit de son livre écrit par ordre de Louis XIII à son ami René de Menou de Charnizay qui le fit publier en 1625 sous le titre Instruction du roy en l'exercice de monter à cheval. Manège royal, publié en 1623 à l'insu de Menou, est un texte incomplet où il est difficile de distinguer la part de rédaction de Pluvinel de celui de Menou. Ce livre est à la base de l'école française.
- Le traité de Lorenzino Palmieri, Perfette regole et modi di cavalcare, parait à Venise en 1625[4].
- Le traité de de Baldovino de Monte Simoncelli, Cesarino ovvero dell'arte di cavalcare Dialogo, parait à Mantoue en 1625[4].
- Giovanni Paolo d'Aquino, maître d'équitation à l'Académie Delia de Padoue de 1636 à 1638, publie en 1630 Disciplina del Cavallo con l'uso del piliere, ouvrage de référence sur le travail du cheval au pilier simple qui est une des caractéristiques du travail de dressage du cheval à la Renaissance[4].
- Francesco Liberati, auteur italien, publie en 1639 La perfettione del Cavallo, qui en plus d'être un traité d'équitation, est un ouvrage consacré aux soins du cheval, enrichi d'un catalogue des différents haras de la péninsule avec de nombreuses planches montrant les différentes races qui y sont élevées[4].
- Le comte napolitain Giovanni Battista Galiberto, colonel et maître d'équitation au service du roi de Hongrie et de Bohême Ferdinand IV, fils de Ferdinand III à qui l'ouvrage est dédié, publie à Vienne en 1650 Il Cavallo da maneggio. Cet ouvrage est enrichi par d'intéressantes gravures pleine-page sur cuivre, figurant pour la plupart les différents airs d'école[4].
- En Angleterre, William Cavendish 1er duc de Newcastle (1592-1676), favori de Jacques Ier et de Charles Ier, fut le plus célèbre écuyer du royaume. Il fut gouverneur du futur Charles I, avant de s'exiler, ruiné, à Hambourg, Paris puis Anvers où il demeura dix-huit ans et où il publie en 1657 sa Méthode et intention nouvelle de dresser les chevaux[10].

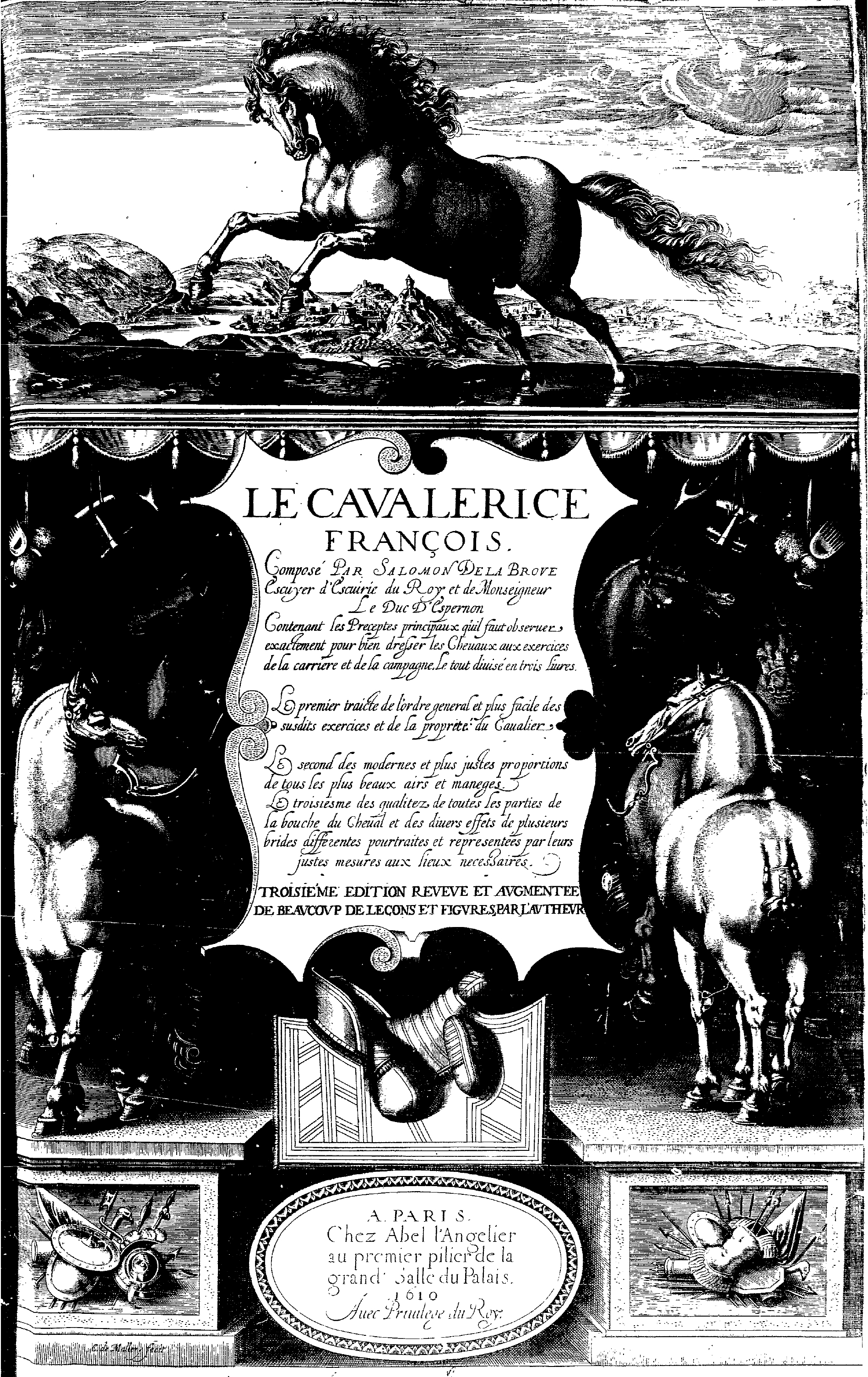
Frontispice du Cavalerice françois, Salomon de La Broue (ed.1610)

- François Delcampe, écuyer ordinaire de la  Grande Écurie du roi dont on trouve encore trace en 1671, publie en 1658 l'Art de monter à cheval où il expose des principes simples et naturels.
- Samuel Fouquet (16..-1678), écuyer de la Grande Ecurie du roi, publie Traitté des embouchures, qui descouvre au public la plus certaine et facile méthode pour réüssir en l'art de bien brider et emboucher les chevaux, pour la justesse de leur maneige... enrichy d'un recueil de plusieurs belles remarques... nécessaires à tous ceux qui ont dessein de réussir en l'art de monter à cheval et de dresser les chevaux en 1663, Remèdes les plus efficaces pour les maladies des chevaux en 1664, Le modèle du cavalier françois en 1665, Le Modèle du parfait cavalier, qui enseigne à la noblesse tous les plus beaux avis du manèges [sic], avec un excellent traité de la manière de bien entretenir un cheval en bonne santé et divers remèdes esprouvées [sic] pour leurs maladies en 1671[11].
- Jacques de Solleysel, sieur du Clapier (1617-1680), écuyer et hippiatre, élève de Menou en équitation et des Allemands en hippiatrie, publie en 1664 son Parfait Mareschal, première théorie vétérinaire émergeant de l'absurde. Il est le premier auteur français à aborder l'étude des chevaux de course.
- Louis Imbotti de Beaumont (?-1679), écuyer du roi et élève de Bernardi, publie en 1679 L'escuyer françois qui enseigne à monter à cheval, à voltiger, et à bien dresser les chevaux. La manière de les aboucher et ferrer, dont la première partie est une copie de Newcastle, mais qui décrit ensuite pour la première fois les exercices de voltige [5].
- Giovanni Battista Persa publie en 1688 à Padoue Il Cavallo ammaestrato[4].
- Luigi Santapaulina, écuyer de la reine Christine de Suède puis maître d'équitation à l'Académie Delia de Padoue de 1692 à 1700, publie en 1696 L'arte del Cavallo ouvrage de référence en Italie, ouvrage peu innovant au niveau technique, mais présentant un grand intérêt historique. Concernant l’utilisation du cheval à la guerre, il fait déjà référence à une cavalerie moderne où la lance a cédé la place au pistolet. ll y décrit l'ensemble des  feste di operazione, qui avaient cors à l'époque c’est-à-dire le carrousel, la bataille (la joute ou le combat à la barrière), la bataille feinte (lors de laquelle les pistolets étaient chargés de balles à blanc ou les épées munies de lame non tranchante), le champ ouvert (au sujet duquel l’auteur précise qu’il est tombé en désuétude), la joute (terme se référant à tout combat avec une lance : la rencontre, le coup des Sarrazins ou Quintane, et la course à la bague), le jeu de têtes (sans lequel les chevaliers utilisent le pistolet, la masse, le poignard et l’épée contre des silhouettes, ayant généralement la forme de monstres), et le ballet[4].
- Giovanni Battista Trutta publie en 1699 à Naples Novello Giardino della prattica, ed esperienza[4].

## XVIIIesiècle
Dans une Italie sous la domination de puissances étrangères, la pratique des arts de la chevalerie perd de sa splendeur. Cette situation affecte la production d’ouvrages dédiés à l’équitation qui diminue à partir du tournant du siècle. Une douzaine d'ouvrages furent publiés mais les auteurs sont encore moins nombreux. Alors que la pratique de l'équitation est très active dans toute la péninsule ibérique, la production de traités d'équitation y est très limitée, même si ceux qui le sont présentent un véritable intérêt.
- Giovanni Giuseppe d'Alessandro, duc de Pescolanciano dans le Molise, réputé pour son expertise dans les arts de la chevalerie, publie en 1711 Pietra paragone dei cavalieri, ouvrage dont les gravures sur cuivre sont remarquables[4].
- Johann Elias Ridinger (1698-1737), peintre, graveur, dessinateur et éditeur allemand particulièrement connu pour ses gravures animalières publie plusieurs traités d'équitation à Augsbourg dont L'Art de monter à cheval en 1722 et Le nouveau manège, représentant l'homme de cheval parfait dans tons ses exercices, invente et exposé en 26 planches. Expliquées en français, an allemand et en latin, ouvrage en 2 volumes en 1734 [4].
- Baron d'Eisenberg (v1700-v1770), écuyer, hippiatre et dessinateur allemand, Grand-Écuyer du comte de Daun, vice-roi de Naples, élève de Christoph von Regenthal, écuyer du manège impérial de Vienne, publie en 1727 en Angleterre, la première édition de son l'Art de monter à cheval ou description du manège moderne dans sa perfection qu'il dédie au roi George II. En 1753, il résidait en Toscane, où il était directeur et premier écuyer de l'académie de Pise, et où Il vivait probablement encore en 1764, année où fut publiée la seconde édition de l'« Anti-Maquignonage » augmenté d'un Dictionnaire des termes du manège moderne [12].
- François Robichon de La Guérinière (1688-1751), considéré comme le plus grand écuyer français de tous les temps, publie en 1731 son École de cavalerieː contenant la connaissance, l'instruction et la conservation du cheval, en 2 volumes, recueil des grands principes qui constituèrent l'école française. Cet ouvrage est illustré par Charles Parrocel et comprend une partie d'hippiatrie. Des pages sont aussi consacrées au cheval de guerre et aux chevaux de chasse.
- Manuel Alvarez Ossorio y Vega, comte de Grajàl, écuyer espagnol, publie Manejo Real en 1733[4].
- La même année, Giuseppe Antonio Marinelli publie à Bologne La Scuola moderna nel maneggio de' cavali[4].
- Capitaine des haras, François Alexandre de Garsault (1692-1778) publie en 1741 Le Nouveau parfait Maréchal qui eut un fort retentissement. Il y traite de tout ce qui concerne le cheval et l'écuyer[10].
- Claude Bourgelat (1712-1779), écuyer, médecin, fondateur des écoles vétérinaires, dirige pendant 25 ans l'académie d'équitation de Lyon et publie en 1744 à Lausanne et à Genève chez Marc-Michel Bousquet et compagnie, le Nouveau Newcastle ou nouveau traité de cavalerie géométrique, théorique et pratique[4], œuvre très personnelle. Il est toutefois surtout connu pour ses Éléments de l'art vétérinaire publié en 1750[10].
- Gaspard de Saunier (1663-1748), fut inspecteur du haras royal et  écuyer de Louis III de Bourbon-Condé, puis de plusieurs gentilshommes de 1680 jusqu'en 1710, publie en 1734 à La Haye chez Adrien Moetjens, un ouvrage écrit avec son père Jean, La parfaite connoissance des chevaux, leur anatomie, leurs bonnes et mauvaises qualitez, leurs maladies et les remedes qui y conviennnent[4]. Son Art de la cavalerie est publié en 1756 à titre posthume. On y trouve toutes les connaissances d'un homme de cheval accompli, la notion de légèreté et la condamnation des violences qui sont à la base de l'école de Versailles[1].
- Le Baron Johan Christian Dietrich von Sind (1709-1776), écuyer et hippiatre allemand, né en Moravie, élève de Regenthal, publie en 1762 son Art de manège, dédié à l'électeur de Cologne dont il était le premier écuyer. L'ouvrage comprend quatre parties, la première étant consacrée aux connaissances du maître d’écurie et à l’équitation proprement dite, la seconde à l’anatomie du cheval, la troisième à la pharmacologie et la quatrième aux soins et à la chirurgie. Il est agrémenté de 15 planches hors texte en taille douce. Les principes de dressage de J. B. von Sind s’apparentent à ceux de La Guérinière. Il exige de ses chevaux qu’ils soient rassemblés à l’extrême et pratique le passage et les airs de Haute École. Sa méthode donne une large part aux piliers et à l'épaule en dedans. Comme la plupart de ses contemporains, il traite des soins aux chevaux et rend hommage à Claude Bourgelat dont il fut le traducteur en Allemand[13]. Il publie une douzaine d'ouvrages entre 1766 et 1770 dont certains furent traduits en français[4].
- Niccolo Rosselmini ( ?-1772), aristocrate italien, directeur de l’école d’équitation de Sienne, publie en 1764 Dell’obbedienza del cavallo qui présage, même si cela reste à un niveau approximatif, l’approche et les thèmes qui révolutionnèrent l’équitation moderne. Il avait déjà publié Il Cavallo perfetto… à Venise en 1723, Apolopia del cvallo perfetto à Sienne en 1730 et publiera en 1767 à Livourne Lettera critica ed istruttiva di Niccolo Rosselmini[4].
- Le chevalier Hébert de la Pleignière (1722-179?), écuyer du roi et directeur de l'académie d'équitation de Caen de 1765 à 1791, publie son Mémoire sur les haras précédé d'une notice sur l'ancienne école d'équitation par C. Hippeau[14].
- Son élève, Louis Charles Mercier Dupaty de Clam (1744-1782), Chevalier d'honneur au bureau des finances de La Rochelle, mousquetaire à la 2e compagnie, membre des académies de La Rochelle et de Bordeaux, publie en 1769 la Pratique de l'équitation, ou l'Art de l'équitation réduit en principes, en 1771 ses Traités sur l'équitation et en 1776 la Science et l'Art de l'équitation démontrés d'après la nature dans lesquels on trouve les premières recherches sur la mécanique équestre[10],[15].

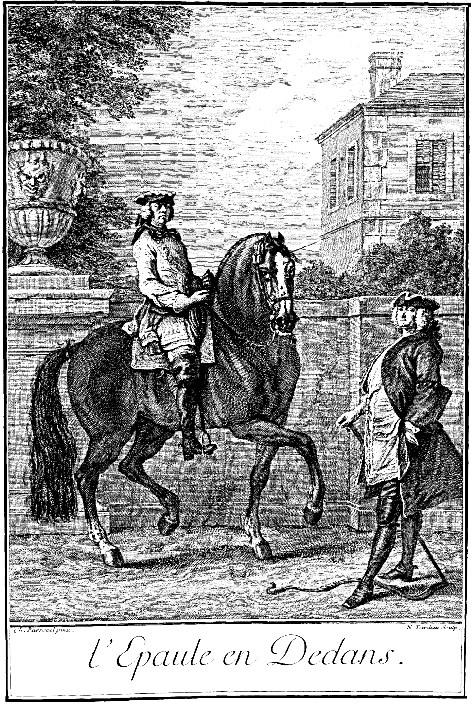
L'épaule en dedans. Planche de Parrocel de l' École de cavalerie, François Robichon de La Guérinière (ed.1733)

- Philippe Étienne Lafosse (1738-1820), vétérinaire, inspecteur des remontes sous la Révolution, Maréchal ordinaire des écuries du roi, puis inspecteur général vétérinaire des remontes est l'auteur d'ouvrages d'hippiatrie dont Guide du maréchal ; ouvrage contenant une connoissance exacte du cheval, & la maniere de distinguer & de guérir les maladies publié en 1768, Manuel pharmaceutique, a l'usage des maréchaux des régimens en 1774, Dictionnaire raisonné d'hippiatrique, cavalerie, manège et maréchallerie en 1775, Manuel d'hippiatrique, à l'usage des officiers de cavalerie, possesseurs et amateurs de chevaux et principalement des maréchaux de régimens en 1787, Mémoire sur la cavalerie, présenté au comité militaire de l'Assemblée nationale en 1789, Observations et découvertes d'hippiatrique, lues dans plusieurs sociétés savantes en 1800, Nouvelle théorie pratique d'équitation en 1819, Nouveau manuel du vétérinaire, du cultivateur et de l'amateur de chevaux en 1832[16]. Cours d'hippiatrie publié en 1772 est un véritable monument élevé à l'hippologie[9].
- Augustin de La Balme (1733-1780), élève de d'Antoine de Vendeuil, capitaine de cavalerie dans la gendarmerie française, instructeur à l'école d'équitation de Lunéville, volontaire dans la guerre d'Indépendance des États-Unis et inspecteur général de la cavalerie américaine publie en 1773 son Essai sur l'équitation, ou Principes raisonnés sur l'art de monter et de dresser les chevaux, tentative de simplification de l'équitation fine mise à la portée de la troupe [10] et Élémens de tactique pour la cavalerie en 1776[17]. Sa biographie, Mottin de La Balme, Cavalier des Deux Mondes et de la Liberté, écrite par Frédéric Magnin a été publiée en 2005[18].
- La Guérinière inspira profondément Pierre François de Montfaucon de Rogles (1717-1760), page du roi en 1738, en sort cornette de cavalerie et admis à l'école des chevaux-légers de la garde ordinaire du roi où M. de Lubersac l'installe à la tête du manège en 1745. En 1750, il est nommé écuyer de la petite écurie puis attaché en cette qualité au dauphin en 1751[18]. Il  publie Traité d'équitation[19] en 1778 qui comporte des plans de terre précis et commentés. Cet ouvrage inspira lui-même le manuel de l'école de Saumur rédigé en 1814[5].
- Vincenzo Lombardi publie à Naples en 1778 Modo facile, o sieno alcune bevi e principlali regole per domare Cavalli[4].
- François de Bohan (1751-1804) entre en 1768 à l'École militaire, est colonel du Lorraine-Dragons en 1784. Il publie en 1781 ses Principes pour monter et dresser les chevaux de guerre et Mémoire sur les haras en 1804[18].
- Henry Herbert, 10e comte de Pembroke (1734-1794), écuyer et ami personnel de Bourgelat, rédigea Equitation militaire ou manière de dresser les chevaux et d'apprendre aux cavaliers à les monter, à l'usage de la Cavalerie et des Amateurs en 1784[18].
- Filippo Invernizi publie à Rome en 1785 De fraeni eoremque generibus et partibus apud veteres[4].
- Jean-Baptiste le Mouton de Boisdeffre (1747-1827), officier et écuyer, fait ses débuts à l'École militaire puis obtient le corps des carabiniers de Monsieur à Saumur. En 1788, il est appelé à Versailles comme sous-gouverneur des pages de la grande écurie. Il publie la même année ses Principes de cavalerie qui font une large part à l'équitation et au dressage, puis en 1808 Principes d'équitation et de cavalerie[9].
- Manoel Carlos de Andrade, auteur portugais, publie en 1790 Luz da liberal et nobre arte de cavallerie que l'on dit inspiré par le marquis de Marialva qui fut un grand cavalier[10]. Cet ouvrage décrit toute la sagacité équestre de la Picaria Real, l'Ecole Portugaise d'art équestre fondée par le roi Joseph Ier de Portugal. Enrichit de magnifiques gravures, il  témoigne de l'influence de l'enseignement de La Guérinière sur les cavaliers portugais et propose une synthèse intéressante entre l'école européenne et la tradition locale portugaise qui s'est développée à travers la pratique de la course de taureaux à cheval[4].
- Louis Hunersdorf, écuyer wurtembergeois au service des Hesse, considéré par Gerhardt comme un précurseur de Baucher, écrit en 1791 Anleitung zu der naturlichen and leichtesten  Art, Pferde albzurichten dont la 6e édition est publiée en français en 1845 sous le titre Instruction sur la manière la naturelle et la plus facile de dresser le cheval d'officier et d'amateur. Ses indications concernant le « ramener » et au soutien de l'encolure sont intéressantes[18]. Cet ouvrage connait un vrai succès et est traduit à plusieurs reprises, dont une fois en italien en 1826 par Federico Palmieri, lieutenant de cavalerie de Frederick II de Bourbon, version qui fut réimprimée à plusieurs reprises[4].
- En 1793, Michele Sailer publie à Milan Del cavalcare. Riflessioni critico-didascaliche[4].
- Pasquali da Venezia pubie à Ferrare en 1799 Il perfetto cavallerizzo[4].

## XIXesiècle

### Auteurs français
- Jean-François Ducroc de Chabannes (1754-1835), marquis de Chabannes, instructeur équestre à l'École royale de cavalerie de Saumur en 1827 où il fut écuyer de 1815 à 1817 avec Jean-Baptiste Cordier, élève de d'Auvergne, sous-lieutenant au régiment de cavalerie du roi à partir de 1772[20], officier des haras, incarne l'équitation militaire. Il publie en 1817 son Cours élémentaire d'équitation dans lequel il proscrit les airs de manège, les changements de pied et le rassembler[5] et en 1827 son Cours élémentaire et analytique d'équitation ou résumé de principes de M. d'Auvergne[9].
- Louis-Charles Pellier (1767-1846), de retour d'émigration en 1802, accepte le poste d'écuyer-professeur à l'École impériale d'équitation de Paris, avant de passer au manège royal de Paris en 1822. Dernier survivant du personnel des écuries du roi avant la Révolution, il publie Essai élémentaire sur l'art de l'équitation en 1823 qui dénote son origine versaillaise[18]. Dernier d'une dynastie d'écuyers dont l'origine remonte au début du XVIIIe siècle, Jules Théodore Pellier (1830-1904), publie l'Equitation pratique en 1861 et le Langage équestre en 1889 qui se présente sous la forme d'un dictionnaire. Gustave Le Bon (1841-1913), médecin, ethnographe et écuyer, publie son Equitation actuelle en 1892, « ouvrage d'un scientifique de bon sens ».
- Jean-Baptiste Cordier (1771-1849), officier de cavalerie issu de l'école de Versailles, écuyer à Saint-Germain, écuyer en chef à l’École d’instruction des troupes à cheval de Saumur de 1816 à 1822, puis de 1825 à 1833, écuyer à l’École d’application de Versailles de 1822 à 1825, incarne la tradition de Versailles. Il exposa une première fois sa méthode dans son Traité raisonné d’équitation, en harmonie avec l’ordonnance de cavalerie, d’après les principes mis en pratique à l’École Royale d’application de la cavalerie de Versailles publié à Paris par Anselin et Pochard en 1824. Il publie ensuite en collaboration avec Antoine Flandrin Cours d’équitation militaire à l’usage des corps de troupes à cheval en 1830 et enfin en 1830 Ordonnance de l’Arme. On lui doit le principe de creuser les reins et de porter le nombril vers l'avant[21].
- Jean-Baptiste Huzard, dit « Huzard fils » (1793-1878), vétérinaire, écrivit de nombreux articles disséminés dans les journaux d'agriculture, notamment les Annales de l’agriculture française, le Journal des Haras, la vie à la campagne. Il donne, dans d'importants mémoires, la relation des études qu'il fait en Angleterre et en Autriche sur les chevaux, les courses, les remontes, les assemblées agricoles, etc. Il est l'auteur Des haras domestiques en France publié en 1829[22].
- Antoine-Henri-Philippe-Léon d'Aure (1799-1863), écuyer de Louis XVIII et Charles X, des fils de Louis-Philippe et de Napoléon III, il entra au manège de Versailles en 1816. Il publie Traité d’équitation par le comte d’Aure en 1834, Réflexions sur une nouvelle méthode d’équitation en 1842 et Cours d’équitation du comte d’Aure en 1853, ouvrages destinés à l'enseignement militaire et dont les principes énoncés manquent souvent de clarté[10].
- Le comte Louis de Lancosme -Breves (1809-1873), écuyer  français élève du comte d'Aure et de Baucher avec lequel il se brouilla, dirigea le manège parisien Duphot de 1850 à 1864. Il publie en 1842 De l’équitation et des haras dans lequel il réfute les arguments d’Aubert qui s’est attaqué à Baucher et qui se clôt sur un résumé de la doctrine bauchériste. En 1843, parait La Vérité à cheval, puis en 1855 le Guide de l’ami du cheval : revue scientifique, historique et pratique qui est une compilation des savoirs sur le cheval et l’équitation où s’entrecroisent histoire, pratique et sciences, mais où ses conceptions sur la décontraction et l'équilibre sont excellentes. Parait ensuite en 1860 Théorie de la centaurisation pour arriver promptement à l’exécution des mouvements de l’ordonnance, méthode destinée à l'équitation militaire pour instruire de nouveaux cavaliers et dresser des jeunes chevaux et dans laquelle il exprime l’importance de l’union physique mais aussi de l’union morale du cavalier et de sa monture[23].
- Antoine Flandrin (1788-1857), écuyer à Saumur en 1825 et vétérinaire, outre son Cours d'équitation militaire écrit conjointement avec Cordier, rédigea des brochures critiques dont Quelques observations à M. Baucher en 1844 et Instruction de la cavalerie en 1852 qui est un réquisitoire contre Antoine-Henri-Philippe-Léon Cartier d'Aure[10].
- Melchior Joseph Eugène Daumas (1803-1871), général français, directeur des affaires d'Algérie où il fit 18 campagnes, entretint des relations étroites avec l'émir Abd-el-Kader qui collabora à son livre les Chevaux du Sahara paru en 1851 consacré à l'équitation et aux chevaux du désert[10].
- Mathieu-François Dutilh (1828-1879), fut l'un des élèves préférés du vicomte d'Aure. Sous-maître de manège en 1852, il devint écuyer à Saumur en 1860. Sa Gymnastique équestre publiée en 1864 préconise de greffer l'équitation d'extérieur sur un dressage simple mais bien compris au manège[18].
- Charles Alphonse Duplessis (1824-1895), vétérinaire militaire, est resté plusieurs années à Saumur, a fait la campagne d’Italie en 1859 et celle contre l’Allemagne en 1870-1871. Il publie De l’origine de la Ferrure à clous chez les Gaulois en 1866, Étude sur l’origine de la Ferrure du Cheval chez les Gaulois en 1867, L’Équitation en France, ses Écoles et ses Maîtres depuis le XVe siècle jusqu’à nos jours en 1892[24].
- Édouard de Barthélemy (1830-1888), administrateur, historien et archéologue, auditeur au Conseil d'État, publie en 1868 Les Grands Écuyers et la grande écurie de France avant et depuis 1789[25].
- Le baron d'Etreillis, dont le pseudonyme est Ned Pearson (1820-1885), diplomate, écrivain, rédacteur hippique au journal Le sport, éleveur de chevaux, publie Dictionnaire du sport français, courses, chevaux... en 1872, les Chevaux de pur-sang en 1873, et Ecuyers et cavaliers, autrefois et aujourd'hui en 1883 dans lequel il établit un intéressant parallèle entre l'école de Versailles et celle de Baucher[26],[10].
- Le comte Louis-Xavier de Montigny (1814-1890), écuyer et hippologue, autre élève du comte d'Aure et de Baucher, écrivit de nombreux ouvrages dont un Manuel des piqueurs, publié en 1873, qui contient des éléments de dressage et d'attelage[5].
- Charles de Vaux, dit le Baron de Vaux (1843-1915), journaliste français publie les Hommes de cheval depuis Baucher en 1883, Ecuyers et écuyères en 1893, les Écoles de cavalerie en 1896 et Equitation ancienne et moderne en 1898, études sur les problèmes équestres et les écuyer anciens et contemporains [10].
- Charles-Alexandre Piétrement (1826-1906), anthropologue et vétérinaire, publie Les Chevaux dans les temps préhistoriques et historiques en 1883.
- L'ouvrage de Léo Caussade, Notes et causeries sur le dressage de chevaux en liberté, publié en 1885, est un des seuls livres de l'époque sur le sujet[10].
- Le baron François de Faverot de Kerbrech (1837-1905), général français, disciple de la deuxième manière de Baucher, écrivit plusieurs ouvrages dont A la française : Pages choisies de La Guérinière, publié en 1903, où il présente, extraites d'École de Cavalerie de La Guérinière, les pages qui exposent le mieux les principes de l'ancienne équitation française qu'il a regroupées méthodiquement et qu'il commente. Il écrit conjointement avec Leonid de Simonoff et Jean de Moerder Les Races chevalines, avec une étude spéciale sur les chevaux russes, publié en 1894. Dressage méthodique du cheval de Selle d'après les derniers enseignements de F. Baucher recueillis par un de ses élèves, avant tout un hommage à Baucher, parait en 1891. Dressage du cheval de dehors est une brochure qui rassemble son enseignement à l'Etrier de Paris, enseignement se limitant ici au dressage et à l'emploi du cheval d'extérieur[27].
- Gustave Le Bon (1841-1931), médecin, savant, sociologue et ethnographe français, membre de l’Institut, cavalier, auteur de nombreuses études dans lesquelles il a abordé les sujets les plus variés, publie en 1895 L'Equitation actuelle et ses principes dans laquelle il a une approche scientifique du sujet. Il y déplore l’usure prématurée de nombreux chevaux et fait l’examen critique des méthodes d’équitation adoptées dans différents pays. Il en tire des enseignements pour la formation du cavalier et le dressage du cheval. Le Bon étudie les allures et l’équilibre s’aidant notamment de la chronophotographie. Son étude sur le mécanisme et l’emploi des aides est un modèle du genre[28]. Henri Blacque-Belair s'inspira de cet ouvrage au retentissement considérable pour rédiger son Manuel d'équitation et de dressage[9].
- Le général Jules de Benoist (1842-1904), capitaine écuyer au manège de Saumur en 1872, publie Dressage et conduite du cheval de guerre en 1899[9].

#### Ouvrages des officiers des haras
- Antonin Laurent Chebrou de Lespinats (1806-1887), hippologue, a fait toute sa carrière dans les haras. Il devint directeur du haras de Pompadour et du Pin, puis Inspecteur Général des Haras. Il est considéré, avec Gabriel de Bonneval, comme le créateur de la race Anglo-arabe. Il publie Un mot sur les Haras de France en 1831, Le comte Antonin de Lespinats et le cheval arabe à Pompadour en 1884, Souvenirs de cinquante ans en 1882 et Historique du Haras Royal du Pin en 1847.
- Eugène Gayot (1808-1891), vétérinaire, directeur des haras du Pin puis de Pompadour, Inspecteur général des Haras, écrivit de nombreux ouvrages dont De l'Importance de l'amélioration et de la multiplication de l'espèce chevaline en 1831 Guide du sportsman, ou Traité de l'entraînement et des courses de chevaux en 1839, Études hippologiques en 1845, Chronique équestre 1307-1843 en 1857, Des Meilleures dispositions à donner aux écuries en 1859, Les Chevaux de trait français en 1887, Achat du cheval, ou Choix raisonné des chevaux, d'après leur conformation et leurs aptitudes en 1862[29].
- Éphrem Houël (1807-1885), Inspecteur général des haras de 1861 à  1867, Président de la Société d'agriculture, d'archéologie et d'histoire naturelle du département de la Manche publie Réponses à quelques observations sur les haras. Réflexions sur l'élève du cheval en Normandie en 1835, Le Cheval noir et la marque blanche, conte, en 1839, Des Différentes espèces de chevaux en France, depuis les temps les plus anciens jusqu'à nos jours en 1840, Traité des courses au trot et Traité complet de l'élève du cheval en Bretagne en 1842, Histoire du cheval chez tous les peuples de la terre, depuis les temps les plus anciens jusqu'à nos jours en 1848, Histoire des anciennes races chevalines du département de la Manche en 1850, Cours de science hippique en 1853, Les Chevaux de pur sang en France et en Angleterre en 1859, L'Industrie privée et l'administration des haras, réponse à M. le Bon de Pierres, par un officier des haras en 1860, Le haras du Pin en 1863, Les Chevaux français et le commerce en 1864, Les chevaux français en Angleterre en 1865, Le Cheval en France, depuis l'époque gauloise jusqu'à nos jours : géographie et institutions hippiques en 1869, Du Cheval de service : production, élevage et dressage en 1873[30].
- Alexandre-Bernard Vallon (1819-1864), vétérinaire, il fut directeur du haras de Mostaganem en Algérie en 1852. Il publie Cours d'hippologie à l'usage de MM. les officiers de l'armée en 1863 et Abrégé d'hippologie à l'usage des sous-officiers de l'armée en 1868[31].
- Jean-Charles Aimé du Haÿs (1818-1898), Inspecteur des haras, est l'auteur d'ouvrages d'hippologie et de recueils de récits dont La Plaine de Caen, visite à l'établissement hippique de M. Basly en 1855, Dictionnaire généalogique de la race pure pour remonter à l'origine des chevaux et juments de pur sang anglais qui ont été introduits en France en 1860, Guide du marchand de chevaux et du consommateur, recueil sommaire des meilleures foires de France et Les trotteurs en 1864, Le Merlerault, ses herbages, ses éleveurs, ses chevaux et le haras du Pin et Le Cheval percheron en 1866[32].

#### Baucher, ses élèves et ses disciples

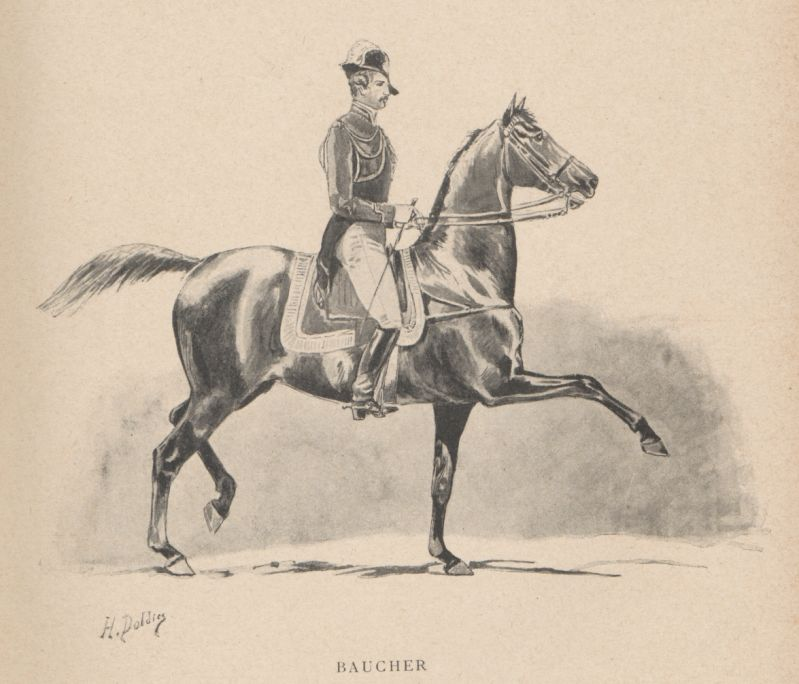
Illustration de François Baucher par Henri Dodelier, alias Doldier, pour l'ouvrage de F. Musany Propos d'un écuyer, 1895.

- François Baucher (1796-1873), écuyer français qui passa une partie de sa jeunesse à Turin et qui dirigea ensuite plusieurs manèges, fut un maître de dressage français du XIXe siècle. Il mit au point sa propre méthode et acquit une renommée internationale. Il publie plusieurs ouvrages, Le résumé complet des principes de la nouvelle méthode en 1837, Les passe-temps équestres en 1840, Dialogue sur l’équitation en 1841, Méthode d’équitation basée sur de nouveaux principes en 1842 et Dictionnaire raisonné d’Équitation en 1843, dans lesquels il expose ses grands préceptes basés sur la recherche absolue de la légèreté[33].
- P.A. Aubert (1782-1863), écuyer français élève de Louis-Charles Pellier dès 1792, bénéficia de la bienveillance de Jardin, écuyer du Premier consul et fit construire le manège de la rue de l'Arcade en 1818. Il est nommé professeur-écuyer des officiers stagiaires de l'École d'état-major[9]. Il publie en 1836 son Traité de l'équitation approuvé par Ducroc de Chabannes. Il rédige aussi en 1842 une observation du système François Baucher[4].
- Charles Raabe (1811-1889), élève de Baucher, officier de cavalerie, se sépara du bauchérisme tout en conservant les grands principes. Le plus important de ses ouvrages est sa Méthode de haute école d'équitation publiée en 1861 qui décrit le mécanisme des allures et fait une place importante au travail à pied, à la cravache et à l'emploi de l'éperon. Il publie Manuel équestre pour dresser les jeunes chevaux d’après les principes de M. Baucher en 1844, Résumé de la nouvelle école d'équitation en 1847, Examen du cours d’équitation de M. d’Aure en 1852, Examen du traité de la locomotion du cheval relatif à l’équitation du lieutenant Daudel en 1854, 4 nouveaux « Examens » en 1855 et en 1861 la locomotion du Cheval, Hippo-Lasso, Théorie raisonnée de l’Ecole du cavalier à cheval, Traité de haute-école d’équitation[34].
- Louis-Joseph Rul (1811-vers 1880), écuyer français, il fut pendant quatre ans l'élève de Baucher dont il propagea la méthode à travers l'Europe. Il écrit le Bauchérisme réduit à sa plus simple expression. en 1857 dont la partie équitation ne comprend que quelques pages et comporte surtout des récits, des lettres élogieuses sur l'auteur, des appréciations sur divers écuyers de l'époque et un projet d'organisation militaire[35], et une Progression méthodique du dressage en 1870[10].
- Alexandre Guérin (1817-1884), officier de cavalerie, élève de Baucher et écuyer en chef à Saumur en 1851, réputé pour son tact et sa finesse, écrivit l'École du cavalier en manège en 1851 et le Dressage du cheval de guerre en 1860 [10]. Lors de sa démission en 1855, d'Aure, l'ayant repéré comme un bauchériste enragé, poussa la loyauté jusqu'à le désigner pour être son successeur[18].
- Adolph Gerhardt (1824-1915), lieutenant-colonel du 9e régiment de cuirassiers, instructeur en chef de l'École de cavalerie de Saumur (1869-1870)  et élève inconditionnel de Baucher dont il critiqua la deuxième manière, publie Manuel d'équitation, ou Essai d'une progression pour servir au dressage prompt et complet des chevaux de selle, et particulièrement des chevaux d'armes en 1859, Mémoire analytique, critique et pratique sur le dressage et la conduite du cheval de guerre en 1862, La Vérité sur la méthode Baucher (ancienne et nouvelle), observations critiques précédées d'une petite étude sur l'intelligence du cheval dans ses rapports avec l'équitation en 1869, en 1877 le Traité des résistances du cheval ou Méthode raisonnée de dressage des chevaux difficiles, sur les causes des résistances et leurs solutions[5], Notre cavalerie est-elle prête ? en 1889 . Il est l'auteur présumé de Réminiscences hippiques et équestres d'un vieux dresseur publié en 1906[36].
- Louis Wachter (1827-1872), officier de cavalerie, étudia la méthode Baucher parue en 1842 sans le connaître personnellement avant 1856. Il publie en 1862 Aperçus équestres au point de vue de la méthode Baucher[18].
- Jean-Jules Lenoble du Teil (1838-1898), écuyer, disciple de Baucher et de Charles Raabe, il publie son Étude sur la locomotion du cheval en 1873 et son Cours théorique d'équitation en 1878. Ses recherchent procèdent du mécanisme des allures.
- Antoine Parmain de Sainte-Reine (1803-1878), élève qui fut au service du roi de Hanovre, puis au manège de Pignerol avant de rentrer en France en 1848 où il devint un disciple de Baucher. Il écrit son Essai sur le dressage en 1878.
- Fils de l'écuyer italien Antonio Franconi, Victor Franconi (1811-1897) appartient à une lignée d'écuyers de cirque, L'association de son père avec Pellier et Baucher lui avait permis de bénéficier de l'enseignement classique et de la nouvelle école. Fondateur de l'hippodrome et des arènes du Champ de Mars, directeur des cirques d'hiver et d'été, il publie son premier livre le Cavalier en 1855 qui est un manuel de formation du cavalier, puis cinq ans plus tard, l'Écuyer manuel de ceux qui instruisent les chevaux . Il réunit les deux ouvrages en 1891, sous le titre le Cavalier et l Écuyer. Convaincu que les « anciens principes sont les meilleurs », l'auteur expose les fondements de ce qu'il considère comme la bonne équitation en se démarquant du bauchérisme et du daurisme. Il insiste sur la nécessité d'être capable d'exécuter parfaitement les leçons simples, rappelant l'importance de la bonne locomotion et de l'équilibre qui résultent de l'emploi d'aides justes et bien placées. Il est l'un des rares écuyers français exprimant à cette époque des conceptions conformes à l'École française classique[37].
- Jacques de Saint-Phalle (1867-1908), élève officier à Saumur en 1889, lieutenant d'instruction en 1900, écuyer au manège de Saumur en 1903[18], publie le Dressage et l'emploi du cheval de selle en 1899 et l'Equitation en 1907 [10].

### Auteurs étrangers
- Federico Mazzucchelli (1747-1805), écuyer milanais, est l'auteur des Elementi di Cavallerizza publié en 1802 dans lequel le travail aux longues rênes est décrit une des premières fois[5].
- Giovanni Campagnola publie en 1810 à Mantoue Sulla rigenerazione della razze de'cavalli e sulla equitazione[4].
- Stefano Arcellazzi (1768-1835) publie en 1813 à Modène Lezioni di cavallerizza[4].
- Enrico Conti publie L'ipposiade o L'accademico equestre à Turin en 1823[4].
- Antonio Locatelli publie Il perfetto cavaliere à Milan en 1825[4].
- Maximilian Weyrother (1783-1833), chevalier, écuyer à la cour impériale d'Autriche puis écuyer en chef de l'école espagnole, ses écrits furent publiés après sa mort en 1836 sous le titre de Fragments. Il y traite principalement de l'enseignement aux cavaliers et se réfère à François Robichon de La Guérinière[5].
- Carlo Le Maire publie Nuovo trattato d'equitazione à Turin en 1843[4].
- Louis Seeger (1798-1865), écuyer allemand élève de von Weyrother, il publie en 1844 son Système d'équitation fortement inspiré par son maître et qui aborde l'ensemble des problèmes équestres. En 1853, il publie Herr Baucher und seine Künste - Ein ernstes Wort an Deutschlands Reiter, pamphlet contre la méthode Baucher[5].
- Manfredo Cagni (1834-1907), général et écrivain italien, publie en 1878 à Vérone Nozzioni elementari per la cavalleria[4].
- Cesare Paderni publie Regole di equitazione sel modo di saltare e superare ostacoli à Rome en 1883[4].
- Gustav Steinbrecht (1808-1885), élève de Louis Seeger, écrit Le Gymnase du cheval de ce dernier, publié en 1885 après sa mort, après avoir été revu par son élève Plinzner. Il y décrit la plupart des principes de l'école française et leur application[5].
- Kraft de Hohenlohe-Ingelfingen (1827-1892), général d'infanterie allemand et aide de camp de l'empereur, publie en 1887 ses Entretiens sur la cavalerie, étude sur l'instruction équestre[38].
- Paul Plinzner (1852-1920), maître écuyer de l'empereur d'Allemagne, publie en 1887 à Potsdam System der Pferdegymnastik[4],[39].
- Le comte Eugenio Martinengo Cesaresco publie L'arte di cavalcare, con aggiunta, il Cavallo attacato alla carrozza en 1894[4].
- James Fillis (1834-1913), écuyer anglais, bauchériste modéré, élève de Caron qui fut lui-même élève de Baucher, il devint écuyer en chef de l'école de cavalerie de Saint-Pétersbourg en 1898 après avoir fait des présentations au cirque des Champs-Élysées. Il publie Principes de dressage en 1890 et Journal de dressage en 1903 dans lesquels il se révèle d'abord comme un dresseur exigeant[5].
- Holbein von Holbeinsberg (vers 1848-après 1904), directeur de l'École espagnole de Vienne de 1898 à 1901, est l'auteur de Directives pour la conduite méthodique du dressage du cavalier et du cheval à l'École espagnole de Vienne qu'il fait publier en 1898 et sans lequel il résume les sources de l'équitation à l'école, ses principes et ses buts, et où il en forme les règles[5].
- John Solomon Rarey (1827-1866), dresseur américain obtint de très bons résultats sur des chevaux considérés comme dangereux sans utiliser la brutalité. Il vint en France en 1858 où il publie l'Art de dompter les chevaux, méthode pour dominer les chevaux sauvages[5].

## XXesiècle
- Le général Alexis L'Hotte (1825-1904), élève de Baucher et d'Aure, écuyer en chef de Saumur en 1865, puis général commandant en 1875, considéré comme le meilleur écuyer de son époque, écrivit deux ouvrages publiés à titre posthume, Un officier de cavalerie en 1905 et Questions équestres en 1906 qui portent les marques des contradictions qu'il subit de par son appartenance aux écoles de bauchéristes et auristes, ainsi que du difficile compromis qu'il dut faire entre les réglements militaires et l'art équestre[10].
- Le Général de division Charles Antoine Thoumas (1820-1893) fut aussi un écrivain militaire dont notamment Les Grands cavaliers du Premier Empire furent publiés en 1909[40].
- Henry Blacque-Belair (1862-1930), Général de brigade, commandant de la 3e brigade de cuirassiers, fut aussi écuyer en chef du manège de Saumur de 1909 à 1914 et contribua à rénover l'équitation militaire. Il publie Causeries sur l'équitation et l'instruction militaires, A hue et a dia, chansons d'Avril par le Commandant Blacque Belair en 1909, Ludus pro patria. La cavalerie et les sports ; les officiers et les courses militaires ; le règlement de 1892 ; recherche d'un nouveau programme; Réponses au questionnaire d'équitation de l'École de cavalerie. Principes et directives classiques et L'équitation actuelle et ses principes en 1913[41]. Son A propos du nouveau Manuel d'équitation et de dressage publié en 1912 est le premier texte réglementaire de dressage du cheval qui reviendra en 1959, avec quelques aménagements dus à sa nouvelle réglementation sportive, le manuel d'équitation de la FFSE[18].
- Carlo Giubbilei publie en 1911 à Rome Federico Caprilli, vita e scritti, biographie du cavalier italien Federico Caprilli qui révolutionna le saut d'obstacles et dans lequel il reprend certains de ses écrits[4].
- Paolo Rodzanko publie en 1911 La Scuola di cavalleria italiana. Il nuovo metodo di equitazione di campagna e il suo insegnamento[4].
- Étienne Beudant (1863-1949), officier de cavalerie et écuyer, se réfère au général Faverot qu'il connut  et avec lequel il correspondait, ainsi qu'à la deuxième manière de Baucher. Il publie Extérieur et Haute École en 1923, Dressage du cheval de selle en 1929, Souvenirs équestres en 1934, Mains sans jambes… Notes et souvenirs en 1945. Vallerine – Le testament d’un écuyer est publié à titre posthume en 2005[42].
- Jean Commandant de Salins publie en 1925 Méthode de dressage rapide du cheval de selle et d'obstacle[18].
- Baldo Bacca publie L'arte di Equitare à Vérone en 1937[4].
- Jean Licart (1896-1965), officier du Cadre noir et écuyer-professeur, suivit le cours des lieutenants d'instruction à Saumur en 1928[18]. Il publie Équitation raisonnée en 1939, Comment apprendre à monter à cheval en 1948, Évolutions équestres à travers les âges et Perfectionnement équestre en 1963[43].
- Albert-Eugène Edouard Decarpentry (1878-1956), écuyer puis commandant en second de l'école de Saumur publie notamment Préparation aux épreuves de dressage. Piaffer et Passage en 1932, L'essentiel de la méthode de haute École de Raabe, L’école espagnole de Vienne en 1947, Baucher et son école en 1948, L’équitation académique en 1949, recueil ordonné des principales théories équestres, Les Maîtres écuyers du manège de Saumur en 1954, Méthode de haute école de Raabe, René Gogue. Le Cheval dans le bon sens en 1955. Les conseils du général Decarpentry à un jeune cavalier, note sur l'instruction équestre et théorie du dressage est publié en 2004[44].
- Le docteur-vétérinaire Marcel André publie Mécanique équestre et  le chef d'escadron Gudin de Vallerin Obstacle, conduite et style, méthode d'équitation et de dressage à l'obstacle en 1950[18].
- Jacques Mulliez (1938-1918), professeur émérite, publie Bertin, l'administration des haras et d'élevage du cheval 1763-1780 en 1968, L'administration des haras et l'élevage du cheval sous l'Ancien Régime en 1974, Les chevaux du royaume: histoire de l'élevage du cheval et de la création des haras, en 1983, réédité sous le titre Les chevaux du royaume: aux origines des Haras nationaux en 2004.
- Jean d'Orgeix (1921-2006), sportif, homme de lettres, artiste dramatique sous le pseudonyme « Jean Paqui », guide de brousse, entraîneur national de concours hippiques, publie Dresser, c'est simple, Ma doctrine, une méthode française d'instruction, angles et rythmes, Cheval quand tu nous as tenu !, cahiers et fin de notes de travail en 1948 et 1951, Équitation, quand tu nous tiens en 1972, Une approche psychologique de l'équitation en 1992, Équitation d'aujourd'hui, manuel d'instruction pour toutes les équitations en 1997, L'équitation de saut d'obstacles, l'analyse, la doctrine, la méthode en 2000, Les mains et autres non-dits de l'équitation, ne pas parler d'un problème simplifie les choses mais ne le résout pas en 2006 [45].
- Aloïs Podhajsky (1898-1973), directeur de l'école espagnole de Vienne, publie en 1966 l'Equitation qui décrit la méthode appliquée à l'école et ses propres conceptions de l'équitation[5].
- Michel Henriquet (1924-2014), licencié en droit et en lettres et dresseur de chevaux, publie L'Équitation, un art, une passion, A la recherche de l'équitation et Journal de dressage en 1968, Le Débourrage du cheval en 1986, Le Travail à pied en 1987, Gymnase et dressage en 1991, 30 ans de notes et de correspondances avec maître Nuno Oliveira en 1999, La sagesse de l'écuyer en 2006, Comportement et dressage en 2009 avec Catherine Henriquet[46].
- Nuno Oliveira (1925-1989), écuyer portugais et élève de Joachim Miranda, un des derniers écuyers de la maison royale portugaise, est l'un des derniers représentants de l'école française disparue en son pays d'origine. Ses œuvres complètes écrites dans les années 1970 à 1980 ont été éditées par les Éditions Crépin Leblond : Réflexions sur l'art équestre, Principes classiques de l'art de dresser les chevaux, Propos d'un vieil écuyer aux jeunes cavaliers, Souvenirs d'un écuyer portugais, Notes sur l'enseignement de Nuno Oliveira, Les chevaux et leurs cavaliers[10].
- Jean Percin de Lauret, en collaboration avec Daniel Boulay, professeur de philosophie et cavalier, publie en 1973 Propos sur le dressage et la fixation de la main[18].
- Denis Bogros (1927-2005), Colonel honoraire. il fut en 1977 chef de corps du Centre sportif d'équitation militaire à Fontainebleau. Il publie L'Arabe, premier cheval de sang en 1978 et Les chevaux de la cavalerie française en 2000[47].
- Pierre Durand (1931-2016), Général de cavalerie, Écuyer en chef du Cadre noir de 1975 à 1984, directeur de l'École nationale d'équitation de 1984 à 1989, publie La Doctrine de l'école française d'équitation en 1984, L'équitation française, mon choix de cœur et de raison en 2008, Le Cadre noir du colonel Margot en 2011, Une vie à cheval, du Cadre noir aux équipes de France en 2015[48].
- René Bacharach (1903-1991, écuyer et auteur appartenant au courant bauchériste de la deuxième manière, publie Réponses équestres en 1987 et à titre posthume, La haute et discrète figure du capitaine Beudant, écuyer hors de pair (1863-1949) en 2005[49].
- Patrice Franchet d'Espèrey (1947), Docteur en sciences de l'éducation, écuyer du Cadre Noir, il a été responsable du service Documentation de l'École nationale d'équitation de Saumur. Il publie Leçon de la longe, dans le passé et aujourd'hui avec ses applications au débourrage et au dressage, à l'obstacle et à la voltige en cercle en 1994, Le cadre noir de Saumur en 1999, Le testament d'un écuyer en 2005, La main du maître, réflexions sur l'héritage équestre en 2007, L'art du dressage en 2011, Le Cadre noir en 2013, Le sieur de Préville en 2018[50].
- Gérard Guillotel (1934-) publie Les Haras Nationaux (3 tomes), Antoine d'Aure, l'homme à cheval au XIXe siècle en 1999[51].

## XXIesiècle
- Philippe Lamarque (1959-), docteur en histoire et en droit, journaliste, spécialiste d'héraldique, collaborateur de revues spécialisées dans les domaines de l'histoire de la science et de la technique dont l'équitation militaire, publie La figure héraldique du cheval en 2002[52].
- Dominique Ollivier, réalisateur et auteur d'ouvrages sur l'équitation publie L'équilibre du cheval monté, Dictionnaire d'équitation en 2003, Histoire de l'École française d'équitation en 2009 et 2010, L'épaule en dedans révélée, présentation d'un aspect méconnu de l'épaule en dedans, exercice d'apprentissage au rassembler, et des problèmes que pose son exécution actuelle en 2010, Qu'est-ce que la légèreté ?, traité d'ergonomie bauchériste, pour la sauvegarde du patrimoine culturel français dans le domaine de l'équitation en 2012 [53].
- Nicole de Blomac (1931-), éleveur de chevaux et diplômée de l'École des hautes études en sciences sociales, publie La Gloire et le Jeu; L'Arabe, premier cheval de sang; Voyer d'Argenson et le cheval des Lumières en 2004, Cheval limousin, chevaux en Limousin en 2006, Le haras national de Pompadour en 2008[54].
- Marc-André Wagner (1960-2010), diplomate, historien, haut fonctionnaire des affaires culturelles, publie Le cheval dans les croyances germaniques: paganisme, christianisme et traditions en 2005, Dictionnaire mythologique et historique du cheval en 2006.
- Olivier Chebrou de Lespinats (1961-), ancien officier, directeur d'une société de Conseil en gestion des collectivités locales, Président du Cercle de recherches historiques de l'Ordre de Saint-Lazare de Jérusalem, publie Histoire des Haras sous le Premier Empire en 2005, Histoire des Hommes de Chevaux sous le Premier Empire en 2009, Hommes de Chevaux sous le Second Empire en 2012[55].
- Philippe Osché (1956-) publie Les chevaux de bataille de Napoléon en 2018.